# Digital subscriber line
Pour les articles homonymes, voir DSL.
Le terme Digital subscriber line, DSL ou encore xDSL (signifiant « ligne d'accès numérique » ou « ligne numérique d'abonné ») renvoie à l'ensemble des techniques mises en place pour un transport numérique de l'information sur une ligne de raccordement filaire téléphonique ou liaisons spécialisées.

## Principe
Il s’agit d’un mode d’exploitation étendu de lignes en cuivre existantes partant du principe suivant : une ligne téléphonique permet de véhiculer des ondes comprises dans une certaine plage de fréquences ; or la voix n’utilise qu’une partie très restreinte de cette plage (côté fréquences basses), et il est même possible de la réduire encore sans gêner la qualité vocale perçue. L’idée est donc de mettre à profit la partie non utilisée du spectre (côté fréquences hautes de la plage) pour transporter des données.

### Modulation
Les méthodes de modulation les plus employées sont DMT et CAP (en), la première étant la plus utilisée.

### Familles
Il existe plusieurs normes de la famille xDSL :
- IDSL (ISDN Digital Subscriber Line), variante orientée données de l’ISDN ;
- ADSL (Asymmetric Digital Subscriber Line), intéressante quand on reçoit davantage que l’on émet ;
  - ADSL 2+ amélioration de l'ADSL
- ReADSL 2 (Reach Extended Digital Subscriber Line), permet d’augmenter la portée de l’ADSL ;
- HDSL (high-data-rate digital subscriber line) ;
- RADSL (Rate Adaptive Digital Subscriber Line) ;
- SDSL (symmetric digital subscriber line), version standardisée de HDSL ;
- VDSL (Very high speed Digital Subscriber Line) ;
  - VDSL2 : amélioration du VDSL
- G.SHDSL (Remplacement standardisé ITU-T pour les premières versions propriétaires de SDSL) ;
- G-Lite (ADSL à bas débit ne nécessitant pas de filtres (filters)) ;
- DSM (Dynamic Spectrum Management), concurrent du VDSL.
- SHDSL (Single-pair High-speed Digital Subscriber Line), pour les grandes distances
- G.fast pour du haut débit sur courtes distances (en partie terminale de raccordement optique, type fibre jusqu’à l’immeuble ou au sous-répartiteur)

### Types
On distingue divers types de DSL comme l’ADSL et le SDSL. A pour Asymmetrical et S pour Symmetrical, ce préfixe décrit le rapport entre bande passante ascendante (de l’utilisateur vers le réseau, upload) et bande passante descendante (du réseau vers l’utilisateur, download). L’ADSL a un upload beaucoup plus faible que le download, tandis que pour le SDSL les deux bandes passantes sont égales. Le mode ADSL convient donc bien pour un utilisateur du web : une requête courte et légère (ligne frappée ou cliquée) entraînant en retour une réponse beaucoup plus lourde (page web avec texte, images, sons...). Le mode SDSL permet d’envisager la création d’un serveur web ou l’interconnexion de deux sites d'une entreprise, il permet aussi des services d’émulation de liaison louée.

## Déploiement
Lors de la mise en place des techniques xDSL (principalement l’ADSL), plusieurs problèmes se sont posés. Le premier était, en France, la présence d'un module d'essai (ou module RC) côté client, afin de présenter aux essais de ligne une impédance finale caractéristique (garantissant ainsi la continuité de la ligne jusqu'au domicile du client). Il est recommandé de vérifier le modèle de ce filtre lors de la mise en service d’une ligne ADSL, les anciens modèles « 3 pattes » étant à bannir. Un autre problème provient de la structure des câbles utilisés qui sont assez sensibles au bruit. De nouveaux câbles à paire torsadée (et non plus parallèle) 5/99 et 299 ont fait leur apparition, ils ne concernent que les tout derniers mètres de la ligne, l'essentiel du réseau étant composé de câble « série 88 » quartés (torsades de 4 fils). Les progrès des équipements ont permis d'augmenter la portée, l'affaiblissement maximal passant de 60 dB (environ 6 km suivant le calibre des câbles) à 70 dB (78 dB pour le Re-ADSL) soit 98,3 % de la population. 
En France, le raccordement final des abonnés, entre central téléphonique et domicile (la boucle locale) était, jusqu’au 1er janvier 2001, un monopole de France Telecom. La fin de ce monopole a permis aux sociétés concurrentes de mettre en place leurs propres équipements DSLAM à côté de ceux de France Telecom, leur garantissant la maîtrise des flux et des services et permettant à leurs clients d'éviter de souscrire un abonnement auprès de France Telecom - c’est le dégroupage.